# Mole poblano
Le mole poblano est une spécialité culinaire mexicaine, peut-être originaire de l'État de Puebla, au Mexique.
Il s'agit d'une sauce dite mole constituée d'un grand nombre d'ingrédients, généralement versée sur des morceaux de poulet.

## Ingrédients
Le mole regroupe un grand nombre d'ingrédients et il existe plusieurs types de cette sauce.
Les moles se nomment également de leur couleur, soit vert, noir (principalement à Oaxaca de Juárez), rouge (en fait de couleur brune).
Il existe des différences notables entre les différentes sortes de mole. Les ingrédients traditionnels de la sauce sont : du cacao (ou  des tablettes de chocolat, amer ou très légèrement sucré), des piments ancho, mulato, pasilla, des tomatillos, des cacahuètes, des bananes plantain, des tortillas frites et émiettées, des amandes, des pruneaux secs, des graines de sésame, de la cannelle.
Chaque région a ses recettes qui lui sont propres et chaque famille la sienne.
Le mole poblano s'accompagne traditionnellement de viande de poulet.
La légende veut généralement que cela vienne du couvent de Santa Martha dans la ville de Puebla.
Cette sauce est en fait une recette précolombienne d'où l'utilisation de nombreux ingrédients locaux avec l'adjonction au fil du temps de nouveaux ingrédients venus d'autres continents, tels que la cannelle et les graines de sésame.